# Nombre capillaire
Ne doit pas être confondu avec Nombre de capillarité.
Le nombre capillaire {\displaystyle (Ca)} est un nombre sans dimension utilisé en mécanique des fluides. Il représente le rapport entre les forces visqueuses et la tension superficielle et est utilisé pour caractériser l'atomisation des liquides. Il correspond également au ratio des nombres de Weber et de Reynolds.
On le définit de la manière suivante :
{\displaystyle Ca={\frac {v\;\mu }{\sigma }}}
avec :
- v - vitesse
- μ - viscosité dynamique
- σ - tension superficielle